# Хртковци
Хртковци (мађ. Herkóca) су насеље у општини Рума, у Сремском округу, у Републици Србији. Од града Руме су удаљени 17 km. Према попису из 2022. било је 2560 становника.
У Хртковцима се поред православне цркве изграђене крајем 20. века, налази се Римокатоличка црква Светог Климента, која представља споменик културе од великог значаја.

## Географске одлике
Хртковци су типично равничарско насеље. Село има крстасту основу, јер је издужено на једној страни дуж долине Врањ, а на другој дуж пута Рума – Шабац. Тај облик је донекле нарушен изградњом неколико споредних улица. Село чине четири главне улице, које се секу под правим углом четрнаест споредних широких и ушорених улица.
Хртковци, као насеље, имају изузетно повољан географски положај. Налазе се у близини већих градских и индустријских центара, са којима су повезани асфалтним путевима. Од најважнијег гравитационог и административног центра Руме удаљени су 16 km, од Сремске Митровице исто толико, а од Шапца 18 km. Од Новог сада су удаљени 52 km, а магистрални пут Нови Сад – Рума – Шабац управо пролази кроз Хртковце. Свега 10 km удаљени су од ауто-пута Београд – Загреб. Са овим ауто-путем, Хртковци су повезани већ поменутим путем преко Никинаца до Пећинаца.
Атар Хртковаца је неправилног облика, а издужен је правцем југозапад-североисток. Дуг је 13 km, а широк од 1,5 до 5 km. Површина атара је 41,3 km2 и граничи се са атарима Платичева, Никинаца, Буђановаца, Руме и Јарка, док западну границу атара представља Сава.
Највећи део хртковачког атара лежи на сремској лесној тераси, а само крајњи, југоисточни део на алувијалној равни реке Саве. Висине лесне терасе благо опадају од севера према југу, од 88 до 81 m надморске висине. Површина терасе је благо заталасана и на њој се могу реконструисати старе депресије прекривене лесом. Алувијална раван је од ње одвојена одсецима и прегибима, високим око 5 m. Широка је око 2 km, а висока од 75 до 77 m и на њој су остаци старих Савиних рукаваца и обалске гредице између њих. Значајан облик рељефа је и долина Врањ, која кроз Хртковце пролази правцем запад – исток, ширине до 200 m и дубине од 3 до 4 m.
Од надземних хидролошких објеката у Хртковцима, овде протиче река Сава, која чини западну границу атара, канал Јарачка Јарчина, који пресеца северни део подручја, канал ископан дуж долине Врањ и низ споредних канала за одводњавање. У алувијалној равни Саве има мањих забарених површина. Фреатске воде на лесној тераси дубоке су од 3 до 5 m. У пролеће се на неким местима дижу чак и до 2 m испод топографске површине. На алувијалној равни су плиће, тако да се често појављују на површини и забарују депресије. На истражној бушотини, јужно од насеља, на алувијалној равни откривен је дебео слој друге издани на дубини од 12 до 48 m. У селу, на бушотини дубине 200 m откривена су три водоносна слоја, а каптиран је најдубљи од 110 до 123 m, чији је капацитет 14 l у секунди.

## Историја

### Локалитет Гомолава
Кад се први пут у историји и под којим именом јављају Хртковци, тешко је поуздано утврдити. Ово је вероватно најстарије насељено место у општини, о чему сведочи археолошко налазиште са оближњег узвишења Гомолава, које је једно од најпознатијих налазишта из времена неолита.
У Хртковцима се налази вишеслојно археолошко налазиште Гомолава, које је богато доказима о стаништима из праисторијских и античких времена. Овде се налази и Археолошки локалитет Врањ.
Гомолава је праисторијски археолошки локалитет који се налази код Хртковаца, недалеко од Руме, на левој обали Саве. Била је насељена у током шест миленијума и спада у ред најпознатијих локалитета у Европи. Сам локалитет је вишеслојно налазиште које обухвата археолошке слојеве од касновинчанског периода, преко енеолита и раног бронзаног доба до гвозденог доба, због чега га археолози популарно називају Тортом од цивилизација, а спада у ред тел типова насеља. Истраживања локалитета су започета 1904. године, а систематски радови на Гомолави су започели 1953. године и још увек, са прекидима, трају. Сам локалитет се данас налази под заштитом државе као археолошко налазиште од изузетног значаја, али је и поред тога угрожен реком Савом која га спира, поготово у доба високог водостаја.

### Српска црква и Трифун Исаковић
У средњем веку у овим областима доминирају Угри. Године 1747, забележено је насеље Hudrovcz. Временом од овог назива настао је 1881. године назив Хртковци.
Православна црква у Хртковцима помиње се у турским изворима већ 1622. године. Затим се Хртковци помињу као српско насеље 1722. Такође се помињу 1744, као збег капетана Трифуна Исаковића са попом Теодором (Милош Црњански).

### Клименти и Немци
Године 1737. су се око 1.600 римокатоличких Албанаца из племена Кељменди из околине Скадра доселили у Никинце и Хртковце, јер нису хтели да прихвате ислам. Један број је насељен и у Јарку, али тамо их је нестало. Још и 1922. се за становнике Хртковаца и Никинаца говорило да су "Арнаути", и да "по неки од старијих људи и жена зна по нешто арнаутски", данас се њихови потомци изјашњавају као Хрвати. Године 1854. године досељавају се Немци. Према редовном попису становништва 1869. године овде је живело 1239 становника. По статистици из 1910. Х. имају 2.565 становника, од чега још само 37 зна "арнаутски". Све до Другог светског рата ова популација се увећавала. Један број католика је 1940. прешао у Старокатоличку цркву, јер нису желели плаћати дуг који су сматрали неправедним.

### Након Другог светског рата
За време рата број становника је смањен и дошло је до смене становништва, јер су се Немци иселили пред крај рата, а на њихово место доселили су се колонисти.
Према попису становништва из 1981. године у селу је живело 2.855 становника, од тога 48,9% су били мушкарци, а 51,1% су биле жене. Просечна старост становништва била је 36,9 година. Тада су већину становништва чинили Хрвати 41,3%, Мађари 19,4% и Срби 17,2%.

### Протеривање Хрвата
С почетком распада СФРЈ и рата у Хрватској, велики број избеглица српске националности, који су живели у СР Хрватској, дошао је у Хртковце. Хрвати из Хртковаца, мењали су своје куће и имања са избеглицама и при томе добијали веће куће и имања. Посредник у размени је била католичка црква. На тај начин промењена је етничка структура Хртковаца.
Након митинга одржаног у Хртковцима 1992. на којем је говорио Војислав Шешељ уследиле су претње и малтретирање према несрпском становништву. Због тога је један део Хрвата, а и осталих Хртковчана био присиљен на мењање кућа и насилан и невољан одлазак из села.

## Привреда
Привреда Хртковаца такође је усмерена ка пољопривреди. Највећи део ораница је у приватном власништву. Сем ораница, које заузимају 77% атара, веће површине су једино под шумама и неплодним земљиштем. У јужном делу атара земља припада пољопривредном добру Полет, које је приватизовано и које има поседе у свим атарима у јужном делу општине Рума, осим у кленачком. Обрадом плодног земљишта бави се и „ЗЗ Хртковци“ и једна приватна задруга. У селу постоје и два погона дрвне индустрије „Сава“. То су пилана и погон за производњу паркета.

## Демографија
У насељу Хртковци живи 2743 пунолетна становника, а просечна старост становништва износи 40,2 година (38,5 код мушкараца и 42,0 код жена). У насељу има 1171 домаћинство, а просечан број чланова по домаћинству је 2,93.
Ово насеље је углавном насељено Србима (према попису из 2002. године).
|  |

| Демографија | Демографија | Демографија |
| Година      | Становника  | Становника  |
| ----------- | ----------- | ----------- |
| 1948.       | 2.800       |             |
| 1953.       | 3.195       |             |
| 1961.       | 3.265       |             |
| 1971.       | 3.102       |             |
| 1981.       | 2.855       |             |
| 1991.       | 2.684       | 2.528       |
| 2002.       | 3.428       | 3.706       |

| Етнички састав према попису из 2002.‍ | Етнички састав према попису из 2002.‍ | Етнички састав према попису из 2002.‍ | Етнички састав према попису из 2002.‍ | Етнички састав према попису из 2002.‍ |
| ------------------------------------ | ------------------------------------ | ------------------------------------ | ------------------------------------ | ------------------------------------ |
|                                      |                                      |                                      |                                      |                                      |
| Срби                                 | Срби                                 |                                      | 2.396                                | 69,89%                               |
| Мађари                               | Мађари                               |                                      | 310                                  | 9,04%                                |
| Хрвати                               | Хрвати                               |                                      | 256                                  | 7,46%                                |
| Југословени                          | Југословени                          |                                      | 67                                   | 1,95%                                |
| Роми                                 | Роми                                 |                                      | 28                                   | 0,81%                                |
| Словаци                              | Словаци                              |                                      | 5                                    | 0,14%                                |
| Црногорци                            | Црногорци                            |                                      | 4                                    | 0,11%                                |
| Немци                                | Немци                                |                                      | 3                                    | 0,08%                                |
| Македонци                            | Македонци                            |                                      | 3                                    | 0,08%                                |
| Русини                               | Русини                               |                                      | 1                                    | 0,02%                                |
| непознато                            | непознато                            |                                      | 79                                   | 2,30%                                |

| \| \| м \| \| \| ж \| \| ? \| 18 \| \| \| 16 \| \| 80+ \| 19 \| \| \| 55 \| \| 75—79 \| 38 \| \| \| 56 \| \| 70—74 \| 71 \| \| \| 105 \| \| 65—69 \| 103 \| \| \| 128 \| \| 60—64 \| 90 \| \| \| 102 \| \| 55—59 \| 94 \| \| \| 76 \| \| 50—54 \| 116 \| \| \| 146 \| \| 45—49 \| 155 \| \| \| 130 \| \| 40—44 \| 127 \| \| \| 115 \| \| 35—39 \| 133 \| \| \| 109 \| \| 30—34 \| 113 \| \| \| 119 \| \| 25—29 \| 118 \| \| \| 94 \| \| 20—24 \| 105 \| \| \| 104 \| \| 15—19 \| 124 \| \| \| 90 \| \| 10—14 \| 104 \| \| \| 107 \| \| 5—9 \| 85 \| \| \| 89 \| \| 0—4 \| 97 \| \| \| 77 \| \| Просек : \| 38,5 \| \| \| 42,0 \| |      |  |  |      |
| |      |  |  |      |
| | м    |  |  | ж    |
| ? | 18   |  |  | 16   |
| 80+ | 19   |  |  | 55   |
| 75—79 | 38   |  |  | 56   |
| 70—74 | 71   |  |  | 105  |
| 65—69 | 103  |  |  | 128  |
| 60—64 | 90   |  |  | 102  |
| 55—59 | 94   |  |  | 76   |
| 50—54 | 116  |  |  | 146  |
| 45—49 | 155  |  |  | 130  |
| 40—44 | 127  |  |  | 115  |
| 35—39 | 133  |  |  | 109  |
| 30—34 | 113  |  |  | 119  |
| 25—29 | 118  |  |  | 94   |
| 20—24 | 105  |  |  | 104  |
| 15—19 | 124  |  |  | 90   |
| 10—14 | 104  |  |  | 107  |
| 5—9 | 85   |  |  | 89   |
| 0—4 | 97   |  |  | 77   |
| Просек : | 38,5 |  |  | 42,0 |

| Година пописа     | 1948. | 1953. | 1961. | 1971. | 1981. | 1991. | 2002. |
| ----------------- | ----- | ----- | ----- | ----- | ----- | ----- | ----- |
| Број домаћинстава | 725   | 837   | 911   | 888   | 926   | 887   | 1.171 |

| Број чланова      | 1   | 2   | 3   | 4   | 5   | 6  | 7  | 8 | 9 | 10 и више | Просек |
| ----------------- | --- | --- | --- | --- | --- | -- | -- | - | - | --------- | ------ |
| Број домаћинстава | 234 | 293 | 213 | 270 | 102 | 42 | 12 | 2 | 3 | 0         | 2,93   |

| Пол    | Укупно | Неожењен/Неудата | Ожењен/Удата | Удовац/Удовица | Разведен/Разведена | Непознато |
| ------ | ------ | ---------------- | ------------ | -------------- | ------------------ | --------- |
| Мушки  | 1.424  | 423              | 885          | 66             | 43                 | 7         |
| Женски | 1.445  | 214              | 886          | 305            | 36                 | 4         |
| УКУПНО | 2.869  | 637              | 1.771        | 371            | 79                 | 11        |

| Пол    | Укупно                    | Пољопривреда, лов и шумарство | Рибарство                            | Вађење руде и камена | Прерађивачка индустрија       |
| ------ | ------------------------- | ----------------------------- | ------------------------------------ | -------------------- | ----------------------------- |
| Мушки  | 666                       | 274                           | 0                                    | 0                    | 171                           |
| Женски | 269                       | 122                           | 0                                    | 0                    | 46                            |
| Укупно | 935                       | 396                           | 0                                    | 0                    | 217                           |
|        |                           |                               |                                      |                      |                               |
| Пол    | Производња и снабдевање   | Грађевинарство                | Трговина                             | Хотели и ресторани   | Саобраћај, складиштење и везе |
| Мушки  | 2                         | 52                            | 33                                   | 5                    | 28                            |
| Женски | 0                         | 1                             | 38                                   | 8                    | 1                             |
| Укупно | 2                         | 53                            | 71                                   | 13                   | 29                            |
|        |                           |                               |                                      |                      |                               |
| Пол    | Финансијско посредовање   | Некретнине                    | Државна управа и одбрана             | Образовање           | Здравствени и социјални рад   |
| Мушки  | 0                         | 12                            | 24                                   | 10                   | 5                             |
| Женски | 0                         | 3                             | 6                                    | 17                   | 18                            |
| Укупно | 0                         | 15                            | 30                                   | 27                   | 23                            |
|        |                           |                               |                                      |                      |                               |
| Пол    | Остале услужне активности | Приватна домаћинства          | Екстериторијалне организације и тела | Непознато            | Непознато                     |
| Мушки  | 7                         | 0                             | 0                                    | 43                   | 43                            |
| Женски | 4                         | 0                             | 0                                    | 5                    | 5                             |
| Укупно | 11                        | 0                             | 0                                    | 48                   | 48                            |